# Montpellier-i Egyetem
A Montpellier-i Egyetem  egy francia állami kutatóegyetem Montpellier-ben, Délkelet-Franciaországban. Az 1289-ben alapított egyetem a világ egyik legrégebbi egyeteme.
Az 1970 és 2015 közötti 45 éven keresztül az egyetem három egyetemre (Montpellier-i Egyetem 1, Montpellier-i Egyetem 2 és Montpellier-i Paul Valéry Egyetem 3) oszlott. 2015-ben az első két egyetemből egy új Montpellier-i Egyetem jött létre. A Montpellier-i Paul Valéry Egyetem azonban továbbra is különálló egység maradt.

## Híres tanárok
- Jean-Pierre Kahane, francia matematikus